# Bernardus Verkuijl
Bernardus Egidius Aloysius Verkuijl (Borne, 1 februari 1867 - Boxmeer, 3 mei 1939) was een Nederlands burgemeester en sigarenfabrikant.
Verkuijl trouwde in 1895 met Geertruida Maria Dominica Kampers. Samen kregen zij vier kinderen. Verkuijl werkte in Boxmeer als fabrikant van sigaren. In 1919 kocht hij het landgoed De Rips. In 1922 werd Verkuijl burgemeester van de gemeente Boxmeer. Hij zou daar burgemeester blijven tot 1937.
De gemeente Boxmeer eerde hem voor zijn verdiensten door een straat naar hem te vernoemen: de Burgemeester Verkuijlstraat.